# Óriásbambusz
Az óriásbambusz (Dendrocalamus giganteus) az egyszikűek (Liliopsida) osztályának perjevirágúak (Poales) rendjébe, ezen belül a perjefélék (Poaceae) családjába tartozó faj.

## Előfordulása
Az óriásbambuszt gyakran ültetik parkokba; eredetileg Délkelet-Ázsiából származik. Indiától Kínáig vadon is megtalálható. Nagy vadon élő állományai vannak Kínában, Mianmarban és Thaiföldön. A következő országokban termesztik is: Banglades, Bhután, India, Nepál, Srí Lanka, Laosz, Mianmar, Thaiföld, Vietnám, Indonézia és Malajzia. A Kínai Köztársaságba és Madagaszkárra betelepítették és termesztik.

## Megjelenése
Óriási, fás szárai többnyire tompa zöldek, rendszerint többesével, sűrűn egymás mellett állnak. A fiatal hajtások hegyes-kúposak, legalább a szélükön kékesfekete, háromszögletű levelekkel. A növény legfeljebb 35 méter magas és 30 centiméter átmérőjű, magasan fent vékony, finoman elágazó, oldalra álló ágakkal. A szár néhány alsó csomóján gyakran gyökerek fejlődnek. Levele szálas, 40-60 centiméter hosszú és 10 centiméter széles, finom, párhuzamosan futó erekkel. A levelek csaknem párhuzamos szélűek, mindig magasan fent nőnek a csomókon. Virágai 12-20 milliméter hosszú füzérekben fejlődnek, amelyek nagy bugákba csoportosulnak, sárga portokjaik vagy ibolyaszínű bibéik kilógnak a toklászok közül; csak rendkívül ritkán láthatók. A perjefélékre jellemző, 4-8 milliméter hosszú szemtermések ugyancsak rendkívül ritkán láthatók.

## Egyéb
Az óriásbambusz rekordsebességgel növekedik; kedvező körülmények között naponta akár 45 centimétert is. A szárak nagyon szilárdak, kemény, sima felületűek, és csak lassan korhadnak el. Emiatt keresett alapanyag hidak, házak és vázszerkezetek építéséhez. Mivel a szárak a csomók között üregesek, tutajok, csövek, különféle hangszerek és edények készítésére is alkalmasak. Mint valamennyi bambuszfaj, ez is csak több évtizedenként virágzik, és a termés beérése után a föld feletti rész elpusztul. Sok más bambuszfaj, így a közeli rokon Dendrocalamus asper fiatal hajtásait zöldségként fogyasztják.

## Képek

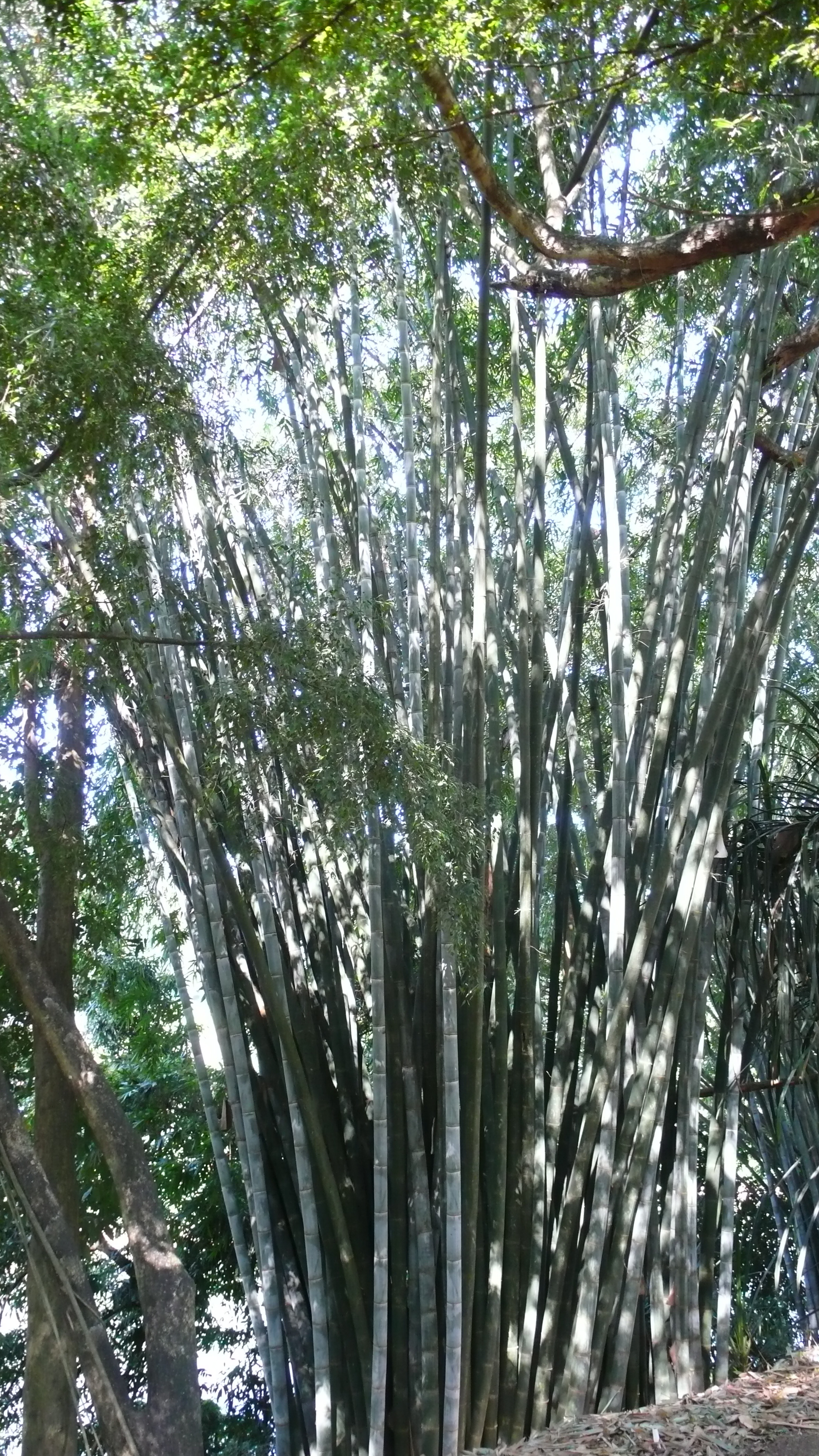
Csoportos
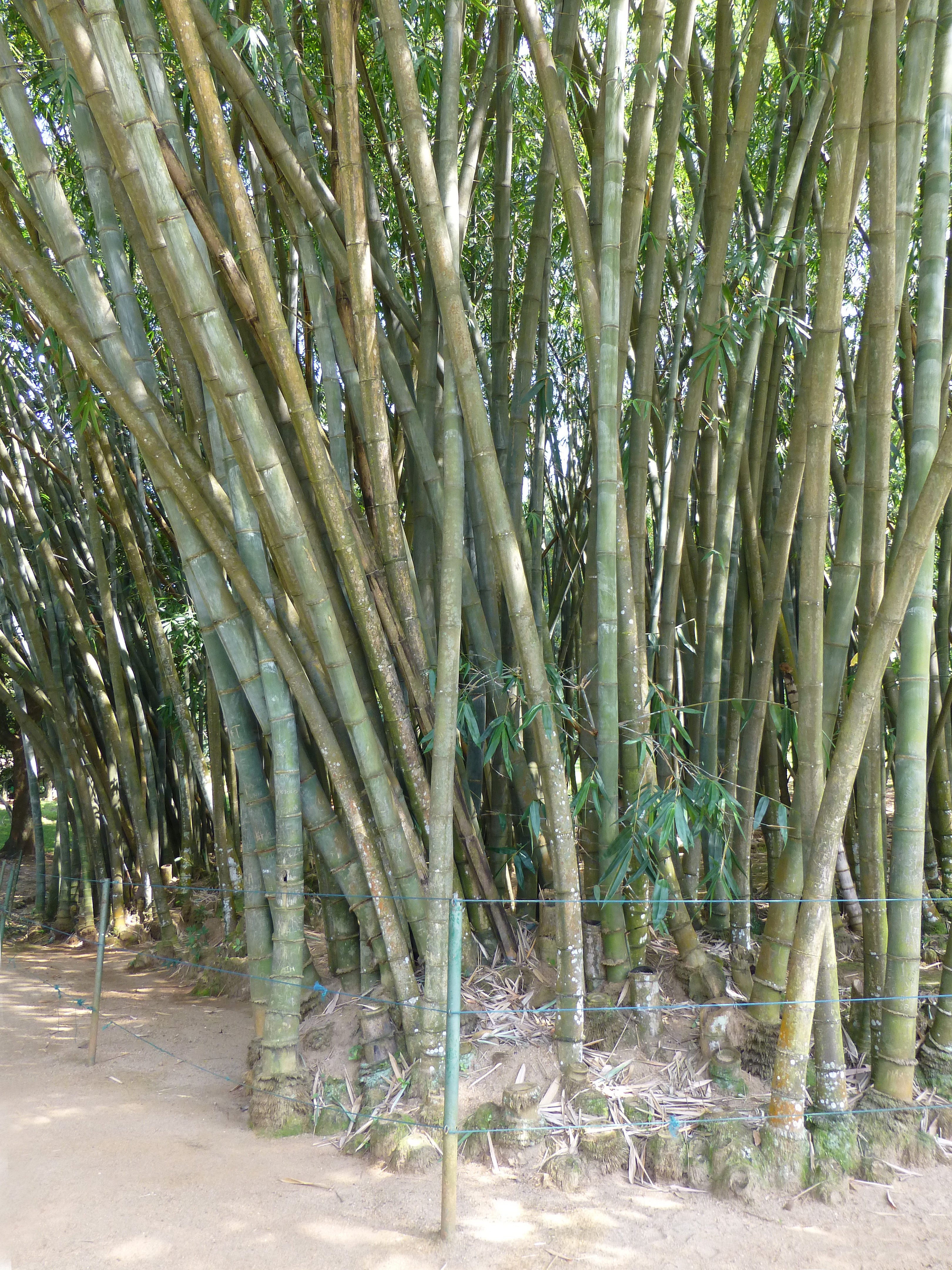
nővésű
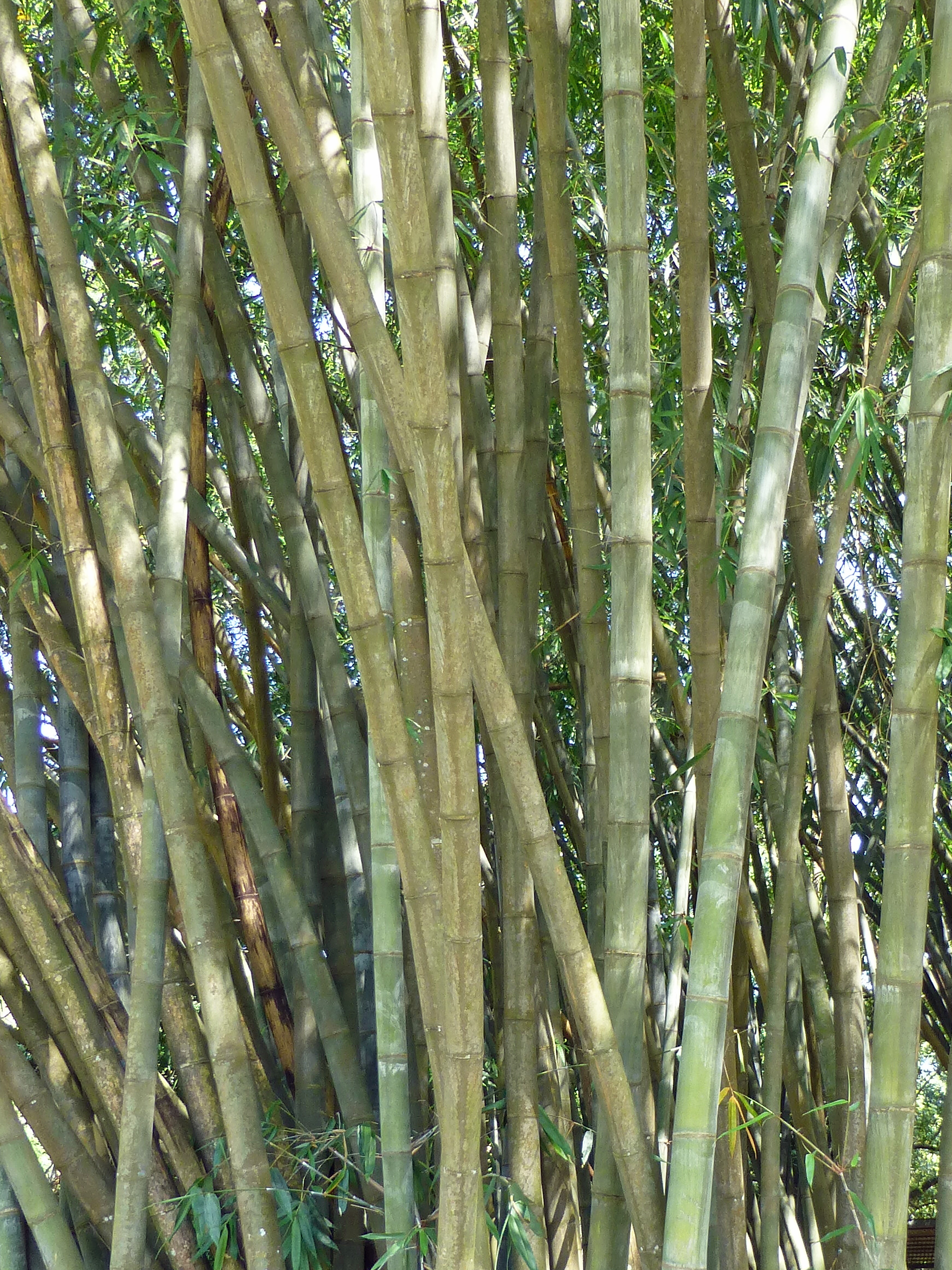
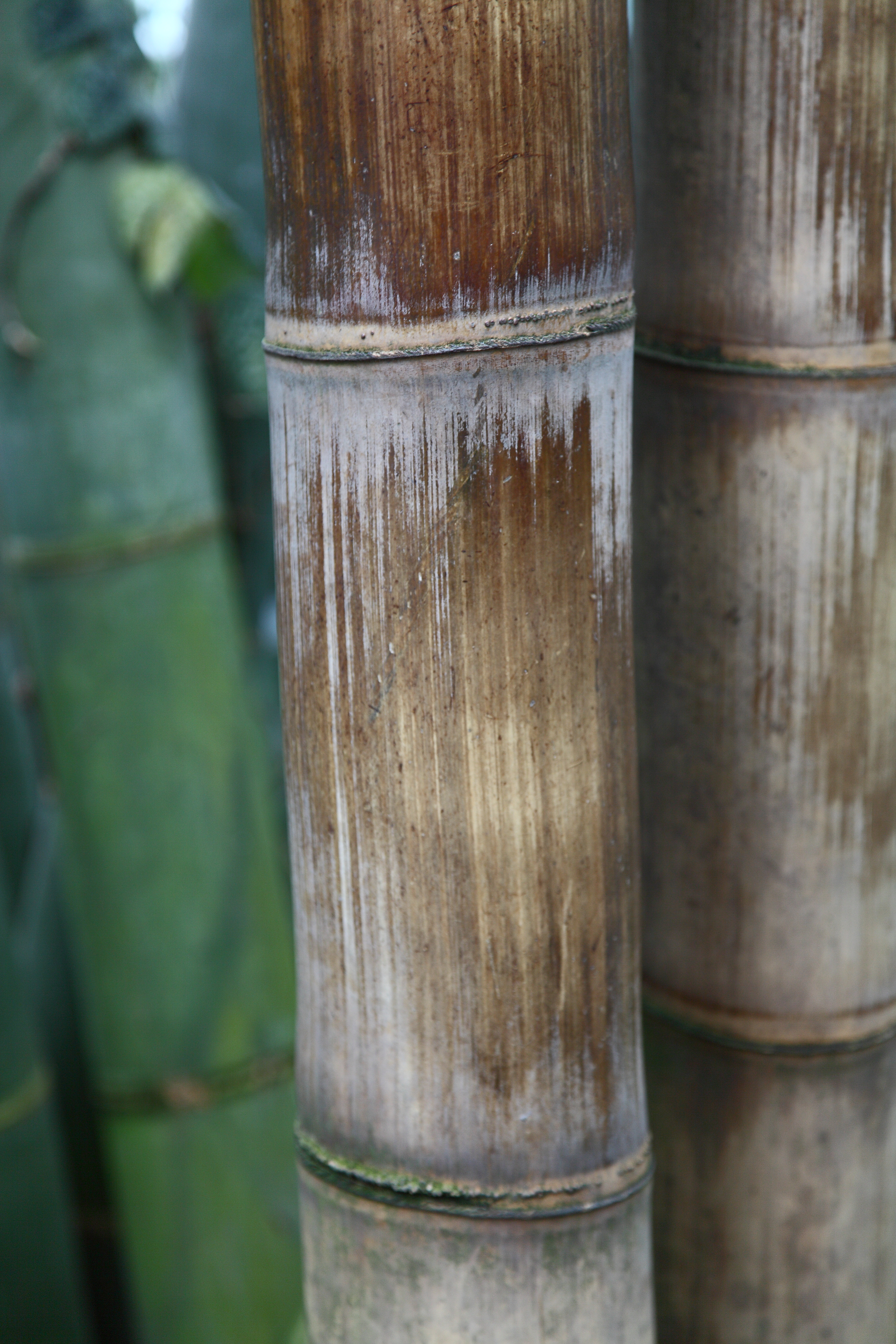
Törzse
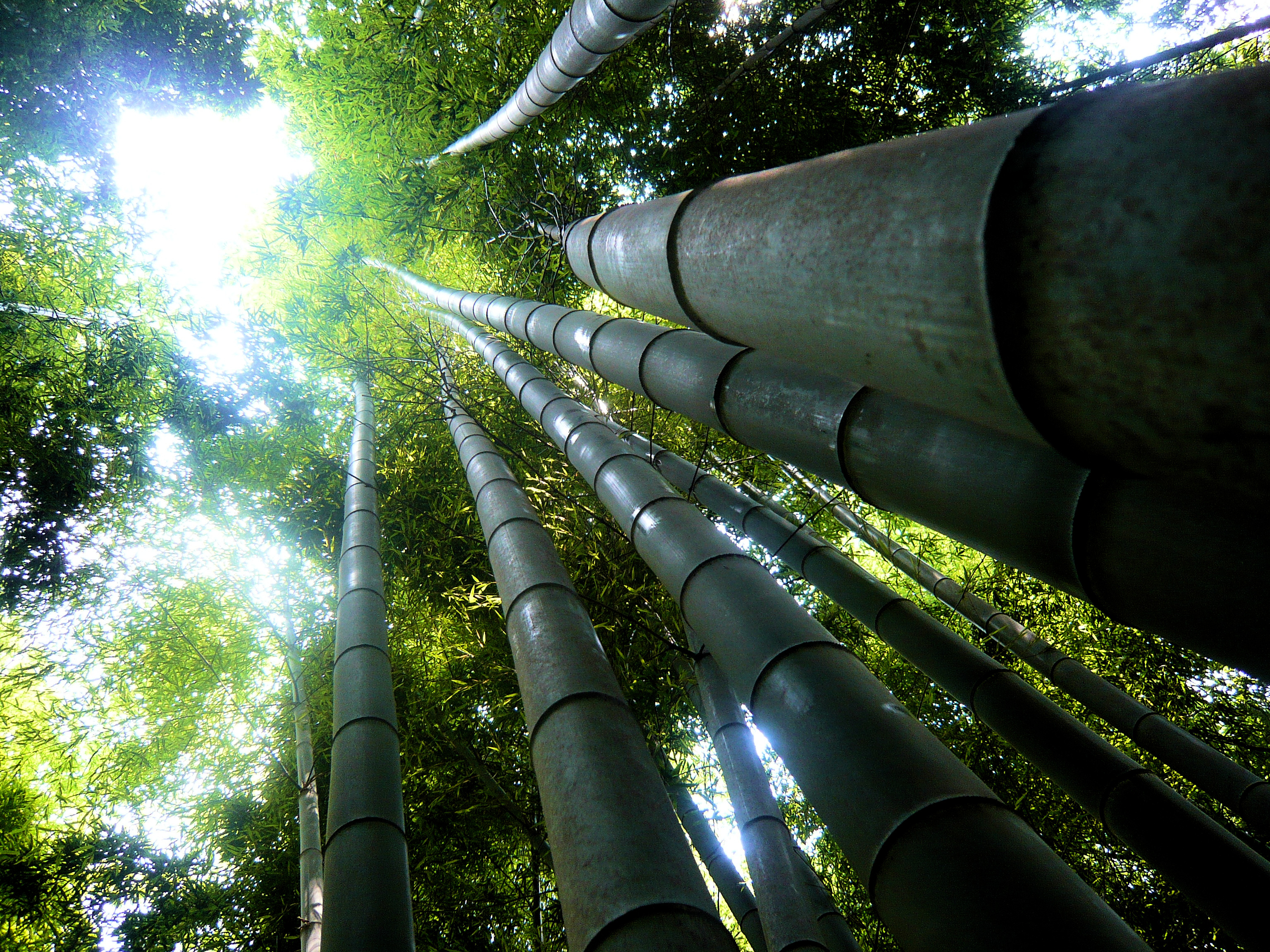
Lombja között a fény